# 爆笑惑星サバ〜イ!
『爆笑惑星サバ〜イ!』（ばくしょうわくせいサバ〜イ!）は、名古屋テレビ（メ〜テレ）のモバちゅー枠で毎月第3水曜日1:20 - 1:50(火曜深夜、JST)に放送されていたバラエティ番組。中京広域圏向けのローカル番組であった。2009年3月17日に放送終了。

## 番組概要
番組のコンセプトは、ロバートがサバーイ（タイ語で気持ちいいの意）ことをとことん追求していこうという番組。
けだるい雰囲気の男性と妙に艶っぽい喋り方の女性のナレーションが特徴的であるが、この声の正体は当時メ～テレアナウンサーの齋藤寿幸と神取恭子。
特に斎藤アナの声はお笑いコンビ・麒麟川島明の低音ボイスを思わせる魅力ある声で番組を進行。
2007年3月までの放送時間は1:18 - 2:13の55分番組で、実力派の若手芸人がネタを披露するスタジオライブコーナー「ハラヨジレライブ」との2本柱で放送していた。
同年4月の『モバちゅー』枠編成に伴い、ハラヨジレライブが「超常芸人サバ〜イ!」として独立、それぞれ30分番組となったが、こちらもこの番組同様2009年3月に放送終了した。